# Condado de Dawson (Montana)

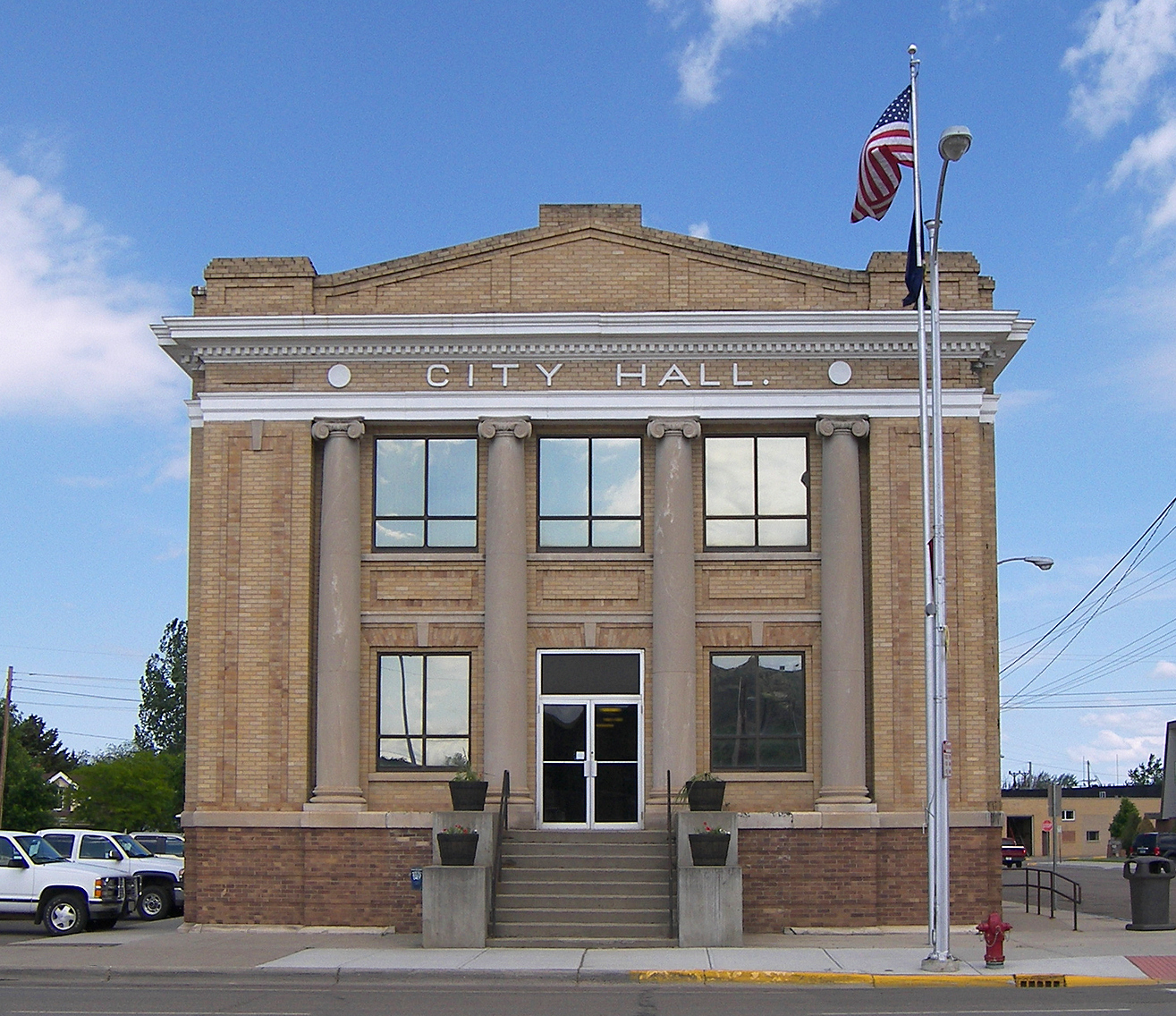
O City Hall de Glendive, no condado de Dawson, Montana

O Condado de Dawson é um dos 56 condados do estado norte-americano de Montana. A sede de condado é Glendive, que é também a sua maior cidade. O condado tem uma área de 6172 km² (dos quais 26 km² estão cobertos por água), uma população de 9059 habitantes, e uma densidade populacional de 1,45 hab/km² (segundo o censo nacional de 2000). O condado foi fundado em 1870 e o seu nome é uma homenagem a Andrew Dawson, armadilheiro e militar do Exército dos Estados Unidos.